# سیگنا
سیگنا (به انگلیسی: Cigna) شرکت مدیریت خدمات درمانی آمریکایی است، که در زمینه ارائه خدمات بیمه‌های حوادث، بیمه عمر، بیمه اموال، بیمه‌های از کار افتادگی و خدمات و محصولات مرتبط با بهداشت و درمان، فعالیت می‌نماید.
شرکت سیگنا در سال ۱۹۸۲ از ادغام شرکت کنتیکت جنرال لایف اینشورنس کمپانی (مخفف انگلیسی: CG) (تأسیس: ۱۸۶۵) و شرکت بیمه آمریکای شمالی (مخفف انگلیسی: INA) (تأسیس: ۱۷۹۲) راه‌اندازی شد.
دفتر مرکزی این شرکت در شهر بلومفیلد، کنتیکت قرار دارد و بخشی از سهام آن در بازار بورس نیویورک معامله می‌شود.